# Волшебный круг королевы Калифии
Волшебный круг королевы Калифии (англ. Queen Califia Magic Circle Garden, Queen Califia’s Magic Circle) — сад скульптур под открытым небом, созданный французско-американским скульптором Ники де Сен-Фалль в Калифорнии (США).
До 1994 года де Сен-Фалль жила неподалёку от Парижа, но из-за ухудшения здоровья перебралась в город Ла-Хойя в Калифорнии.
Сад скульптур был последним крупным проектом Ники. Его торжественное открытие на территории парка Кита Карсона состоялось 26 октября 2003 года в южно-калифорнийском городке Эскондидо, неподалёку от Сан-Диего.
На создание «Волшебного круга» скульптора вдохновила историческое, мифологическое и культурное наследие Калифорнии.
Сад состоит из 9 больших ярко раскрашенных скульптур, закругленной «змеиной» стены и лабиринта, фонтана в виде яйца, кустов и деревьев, посаженных в пределах сада и вдоль его периметра. Сад имеет 120 футов в диаметре.

## Создание Волшебного круга
Ники де Сен-Фалль создавала Волшебный круг королевы Калифии как дар жителям штата Калифорния. Он потребовал 4 лет полного погружения художника в работу, вплоть до самой её смерти в возрасте 71 года, в мае 2002. В одном из своих последних интервью Ники сказала: «Моей первой большой работой для детей стал „Голем“ (Иерусалим, 1970), и три поколения знают и любят его. Здесь (в Волшебном круге) вы тоже можете касаться скульптур. Они приятны на ощупь, и вы не нанесете им вреда. Вы можете быть их частью. Это подобно бракосочетанию скульптур и ребенка или взрослого. Возможно, это пробуждает ребенка во взрослом человеке».
Сад, подобно самому штату Калифорния, берет название от легендарной черной королевы амазонок, Калифии, которая по поверьям властвовала над островом, полным золота и сокровищ — земным воплощением рая. Эта легенда получила популярность в начале 16 века с выходом в свет романтического испанского романа под названием Las Sergas de Esplandian. Геолог Джон Макфи поместил в своей книге 1994 года «Собирая Калифорнию» перевод этой легенды. Она стала источником замысла Сен-Фалль по созданию Волшебного круга королевы Калифии.

## Главные архитектурные элементы
Сад скульптур стал примером искусства уникальной мозаичной орнаментации, присущего поздним годам творчества Ники. Разнообразие и красочность мозаичных материалов является величайшим из её проектов. Собственноручно Ники подбирала десятки и десятки образцов стекла разных цветов, форм, оттенков, степеней прозрачности и отражения. Также впервые она использовала в композициях большое количество полированных и шероховатых травертина, агата, кварца, бирюзы. Она достигла действительно магических результатов: движение света и ветра, цвета и форм, которые отражаются в поверхностях скульптур, неустанно меняют облик Волшебного круга.

### Змеиная стена и лабиринт
Волнистая стена 400 футов длиной и 4-9 футов высотой окружает сад скульптур. Огромные, мозаично орнаментированные змеи ползут в веселом танце по её верхней кромке. Их искривленные тела образуют стадо плотных поверхностей и просветов, которые позволяют посетителям видеть ландшафтную перспективу за пределами Волшебного круга. Стена орнаментирована тысячами стеклянных, керамических, каменных мозаик, из которых состоят изображения индейских символов, планет и солнц, сердец, и отпечатков ладоней, и подписей членов семьи и команды художника. Змеиная стена имеет лишь один вход в саду, который открывается в лабиринт со стенами и полом, украшенными узорами черных, белых и зеркальных плиточек. Эти ворота словно провозглашают, что здесь вы ходите по символическому порогу, и вас поглощает волшебный мир вашего прошлого, вашей земли, ваших невысказанного мечтаний. Добравшись конечной точки лабиринта, посетители попадают в центральную площадку Волшебного круга.

### Скамьи для сидения
Три лавки, сложенные из травертина, мрамора и речных камешек, расположились вдоль восточного, северного и южного отрезков змеиной стены. Каждая из них примерно 13-20 футов длиной.

### Большие скульптуры
В саду размещено десять отдельных скульптур, чьи символика и формы происходят из индейского, доколумбового и мексиканского искусства, а также собственного фантазийного воображения автора.

### Королева Калифия, яйцевидный фонтан и трон орла
Доминирующая мозаичная скульптура королевы Калифии 11 футов высотой, архетип женской власти и силы, занимает центр сада. Закованная в доспехи из золотого стекла, она поднимает вверх маленькую птицу, сама же мощной наездницей оседлала монументального орла (13 футов ростом). Проходы между массивными ногами птицы ведут к маленькой «часовне» с крышей в форме купола. «Часовня» декорирована космическими символами и рисованными керамическими пластинками по темам из Сада игры в Таро (проект скульптора, осуществленный в Тоскане, Италия). Фонтан в форме золотого яйца расположен в центре пространства, как аллюзия к магической власти королевы Калифии над океанами, а также символ цикла рождения, смерти и перевоплощений — темы, которая красной нитью проходит сквозь большинство робот Сен-Фалль.
Эта композиция покрыта цветным и зеркальным стеклом, также шероховатыми камешками и керамическими расписными пластинками и мозаиками.

### Тотемные фигуры
Восемь крупных тотемных скульптур окружают королеву Калифию. Они украшены стилизованными монстрами, оберегами, геометрическими символами, крестами, черепами, человеческими существами и животными, игравшими некогда определяющую роль в жизни людей и которые до сих пор наделяются сакральным значением и странными силами. Особенно важной фигурой является орёл, отмеченный необыкновенной высотой полета, приближающей его к солнцу. Орёл является составной частью древней мексиканской и индейской культур и часто появляется в искусстве Сен-Фалль. В трех самых известных композициях «Огненная птица» (часть «Фонтана Стравинского» в Париже), «Бог Солнца» (1983) в калифорнийском университете в Сан-Диего, «Солнце» (карта № 19) в Саду игры в Таро она использовала фигуру орла.
Все тотемы облицованы в сотни тысяч осколков цветного и зеркального стекла, керамических мозаик, шершавых камешков, морских ракушек и особой стеклянной мозаики. Эти материалы были собраны со всего мира.

#### Список тотемов
Размеры тотемов приведены в футах:
- Голова кошки — 11,6 х 6 х 4
- Голова птицы — 13,4 х 7 х 2,9
- Мужчина, ревущий — 16 х 5 х 2,8
- Голова быка — 17 х 6 х 3
- Птица на квадрате — 21 х 6 х 4
- Зимородок — 14 х 5 х 4
- Шаг — 13 х 3 х 8,6
- Змея — 16 х 4

### Ландшафтный дизайн
Разные деревья и кусты, которые естественно растут в этой местности, были высажены по периметру Волшебного круга и за каждой из трех лавок в самом саду. Это различные сорта американского дуба, маковые кусты, полынь, несколько видов кактусов, лилии и карликовые койотовые кусты.